# St. Martin (Jugenheim)

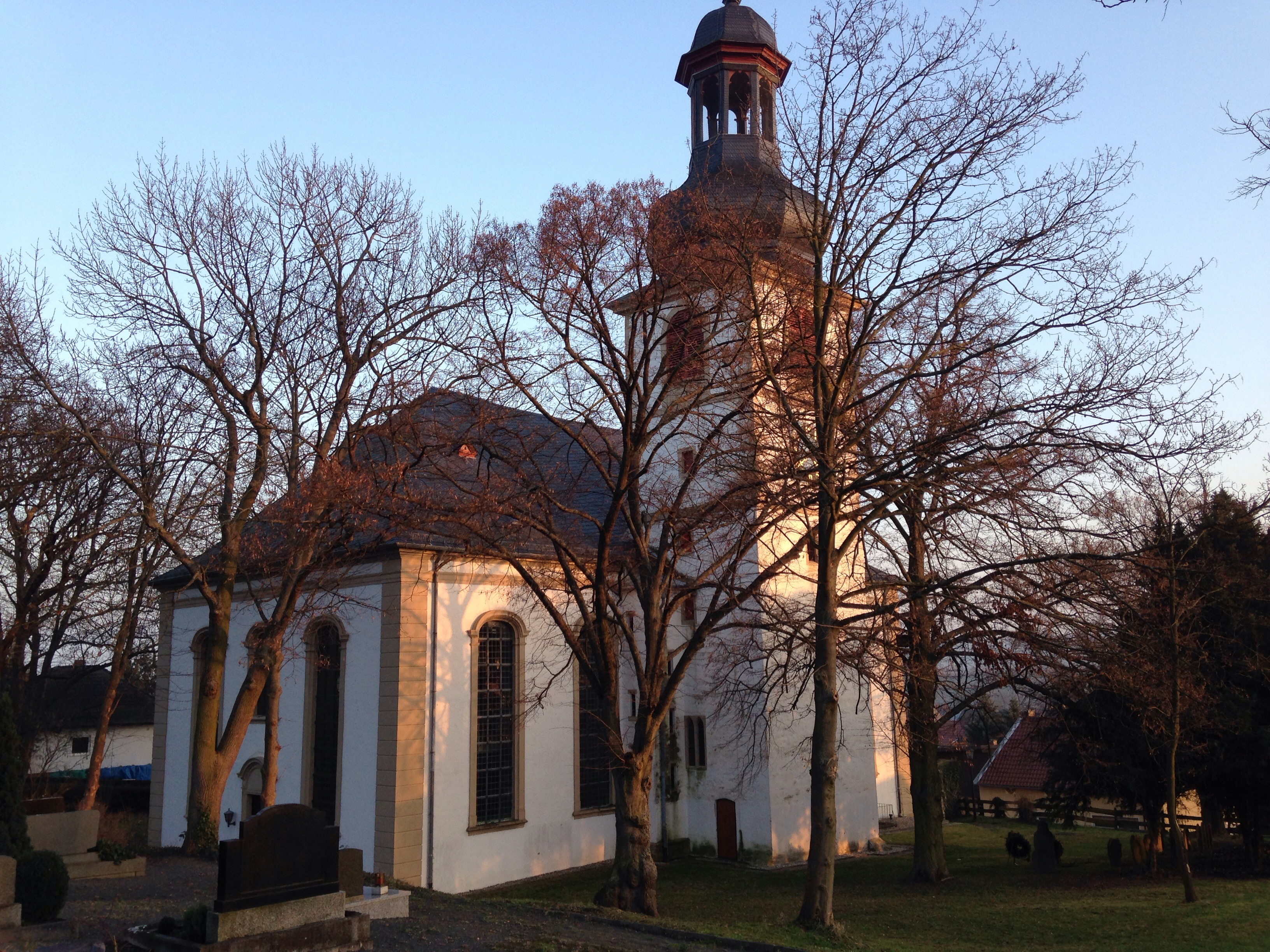
St. Martin (Jugenheim)

Die evangelische Pfarrkirche St. Martin ist ein denkmalgeschütztes Kirchengebäude in Jugenheim, einer Ortsgemeinde im Landkreis Mainz-Bingen in Rheinland-Pfalz. Laut dem Dehio-Handbuch für Rheinland-Pfalz gehört die Kirche zu den „Kunstdenkmälern von besonderem Rang“.

## Geschichte
Die Kirche wurde von 1769 bis 1775 nach Plänen des Baumeisters Friedrich Joachim Stengel errichtet und 1775 geweiht. Es sind etwa 1.000 Sitzplätze vorhanden. Sie ist ein schlicht gegliederter, quergestellter Saalbau, ähnlich wie die beiden ebenfalls von Stengel gebauten Evangelische Kirche Grävenwiesbach und die Friedenskirche  in Saarbrücken.
Ein gotisches Sakramentshäuschen wurde im späten 15. Jahrhundert eingefügt. In den Jahren 1506 und 1756 wurde das Gebäude umgebaut und um ein Obergeschoss aufgestockt und ein Haubendach errichtet. Hauptportal im giebelgekrönten Mittelrisalit der östlichen Breitseite, die Schmalseiten mit Nebenportalen. Hohe Korbbogenfenster, sparsame Gliederung durch Eckquaderung und umlaufendes Gebälk.
An der Rückseite der Westwand steht der, in der zweiten Hälfte des 13. Jahrhunderts errichtete, Chorturm der 1762 abgebrochenen gotischen Kirche. In den Laibungen der drei Turmfenster sind Wandmalereien („Christus am Ölberg“, „Petrus an der Himmelstür“, „Marienkrönung“ an der Nordwand, „Beweinung Christi“, „Höllenfahrt“, „Noli me tangere“ an der Südwand) von 1420 erhalten.
Die Kirche weist eine einheitliche Ausstattung aus der Erbauungszeit auf. Als Schreinermeister werden Kohl aus Wiesbaden und Scholl aus Otterbach genannt. Emporen befinden sich an der Eingangsseite und an den beiden Schmalseiten. Die Kanzel an der Turmwand.
Auf dem Friedhof befinden sich ein Grabstein von 1850 und eine neugotische Stele von 1872.

## Orgel

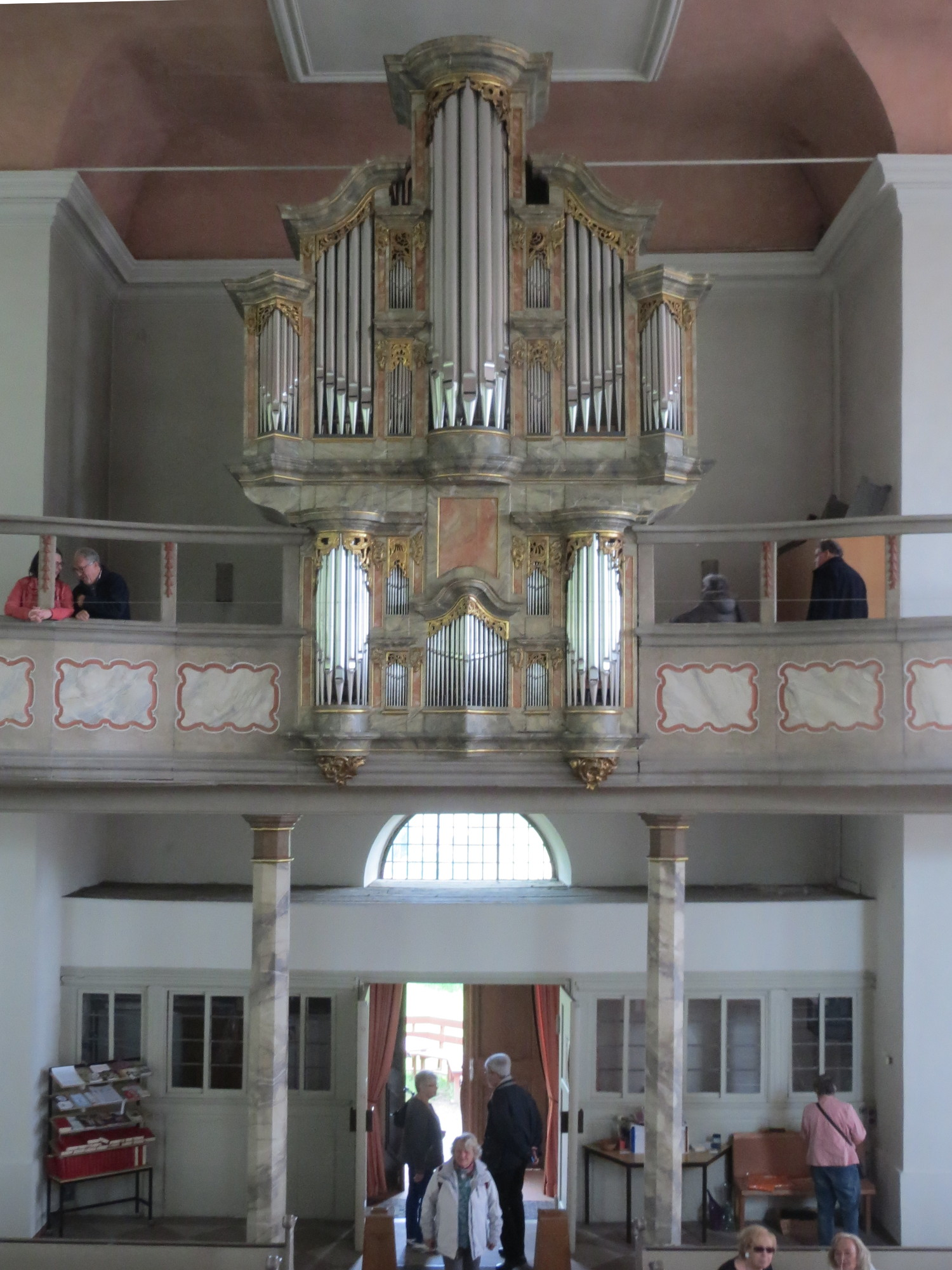
Orgelprospekt von 1762

Für den Vorgängerbau erbaute der Orgelbauer Johannes Förle aus Flonheim zwischen 1705 und 1708 eine kleine Orgel, die im Vorfeld des Kirchenneubaus an die protestantische Paulskirche der Nachbargemeinde Stadecken-Elsheim verkauft wurde und deren Gehäuse bis heute erhalten ist. Deren ursprüngliche Disposition wird mit acht Registern angegeben. (Manual: Principal 4′, Großgedackt 8′, Kleingedackt 4′, Quint 3′, Octav 2′, Mixtur III 1′. Pedal: Subbass 16′, Octavbass 8′).
Der Kirchenneubau hatte die Finanzen der Gemeinde restlos ruiniert, so dass an eine Orgel zunächst nicht zu denken war. Durch die Säkularisation vieler Mainzer Kirchen während der französischen Herrschaftsperiode zwischen 1797 und 1815 ergab sich die Gelegenheit zum Kauf einer gebrauchten Mainzer Klosterorgel. Eine Orgel von Philipp Ernst Wegmann von 1762 sowie die originale Orgelbrüstung wurden 1805 von der Mainzer Welschnonnenkirche erworben. Die Orgel wurde in Mainz ursprünglich für einen wesentlich kleineren Kirchenraum konzipiert und von Wegmann dementsprechend eher zart und zurückhaltend intoniert. Dadurch erwies sie sich für ihren neuen Standort, dem größten Kirchenraum Rheinhessens, in ihrer Tonstärke als nur bedingt geeignet. Zahlreiche Umbauten im 19. und 20. Jahrhundert hatten den Hintergrund, der Orgel mehr Tonstärke und Klangfülle zu verleihen. Während verschiedener Etappen wurden durch verschiedene Orgelbauer nach und nach im Hauptwerk die Register Bordun 16′, Gamba 8′ und Hohlflöte 8′ neu eingefügt, die drei Principalregister Octave 4′, Quinte 3′ und Octave 2′ gegen gleiche Register mit weiterer Mensur und Expressionen getauscht und das ursprüngliche Register Krummhorn 8′ entfernt. Damit war im Hauptwerk außer dem Prospektprincipal 8′ und Teilen der Mixtur das komplette Pfeifenwerk Wegmanns ausgetauscht worden. Nachdem 1917 auch die Prospektpfeifen zur Kriegsrüstung abgegeben werden mussten und es leider auch noch nach 1950 zu weiteren Verlusten originaler Substanz gekommen war, blieb als einziges originales Wegmann-Register nur noch die Duiflauthe 4′ im Unterwerk erhalten, die als typisches Wegmann-Orgelregister doppelt labiert ist. Nachdem die Orgel in den 1980er Jahren in einen bedenklichen Zustand geraten war, wurde bei der meisterhaft gelungenen Restaurierung, die 1991 durch die Firma Förster & Nicolaus Orgelbau, Lich, durchgeführt wurde, die technische Anlage der Spiel- und Registertrakturen sowie die Spielanlage rekonstruiert. Die konsequente Zurückführung auf den ursprünglichen Pedalumfang von nur 15 Tönen (C–d°) war dabei im Jahr 1991 ein noch als gewagt zu bezeichnender Schritt, da Pedalerweiterungen zu der Zeit noch als geläufige Praxis angesehen wurden. Acht Register wurden nach dem Vorbild original erhaltener Wegmann-Orgeln rekonstruiert. Im Hauptwerk sind dies: Principal 8′, Viol di gamba 8′, Mixtur VI 2′, Trompet 8′. Im Unterwerk sind die Register Principal 4′, Flageolet 2′, Mixtur III 1′, Vox humana 8′ neu. Der Wunsch der Gemeinde nach einer konsequenten und damit aufwendigen technischen Rekonstruktion zwang allerdings bei dem Umgang mit vorhandenen Bestandsregistern aufgrund der Finanzsituation zu Kompromissen: die restlichen Principalregister im Hauptwerk (Octave 4′, Quint 3′, Octave 2′) wurden im Jahr 1883 angefertigt und stammen aus der Werkstatt Gebr. Bernhard, Gambach. Die Register Flöth 4′, Hohlflöth 8′ (= Gedackt), Flaut travers 8′, Subbass 16′, Octavbass 8′ wurden als vorhandener und gewachsener, jedoch unbekannter bzw. nicht auf einen Orgelbauer identifizierbaren Bestand beibehalten. Zur Rekonstruktion der ursprünglichen Keilbalganlage konnte eine original erhaltene Balgplatte wieder verwendet werden. Die seitenspielige Orgel hat 18 Register auf zwei Manualen und Pedal. Die Trakturen sind, dem 18. Jahrhundert entsprechend, rein mechanisch.
| I Unterwerk C–d3 |                         |    |
| 1.               | Hohlflöt (Gedeckt)      | 8′ |
| 2.               | Flaut travers           | 8′ |
| 3.               | Principal               | 4′ |
| 4.               | Flaute (= „Duiflauthe“) | 4′ |
| 5.               | Flageolet               | 2′ |
| 6.               | Mixtur III              | 1' |
| 7.               | Vox humana B/D          | 8′ |
|                  | Tremulant               |    |

| II Hauptwerk C–d3 |                                        |    |
| 8.                | Principal                              | 8′ |
| 9.                | Gedackt                                | 8′ |
| 10.               | Viol di gamba                          | 8′ |
| 11.               | Octave                                 | 4′ |
| 12.               | Flöth (Gedeckt)                        | 4′ |
| 13.               | Quint                                  | 3′ |
| 14.               | Octave                                 | 2′ |
| 15.               | Mixtur VI                              | 2′ |
| 16.               | Trompet B/D (im Original Krummhorn 8′) | 8′ |

| Pedalwerk C–d° |            |     |
| 17.            | Sub Bass   | 16′ |
| 18.            | Octav Bass | 8′  |

- Koppeln: Manual-Schiebekoppel, Pedalkoppel